# Taufbecken (Rannée)

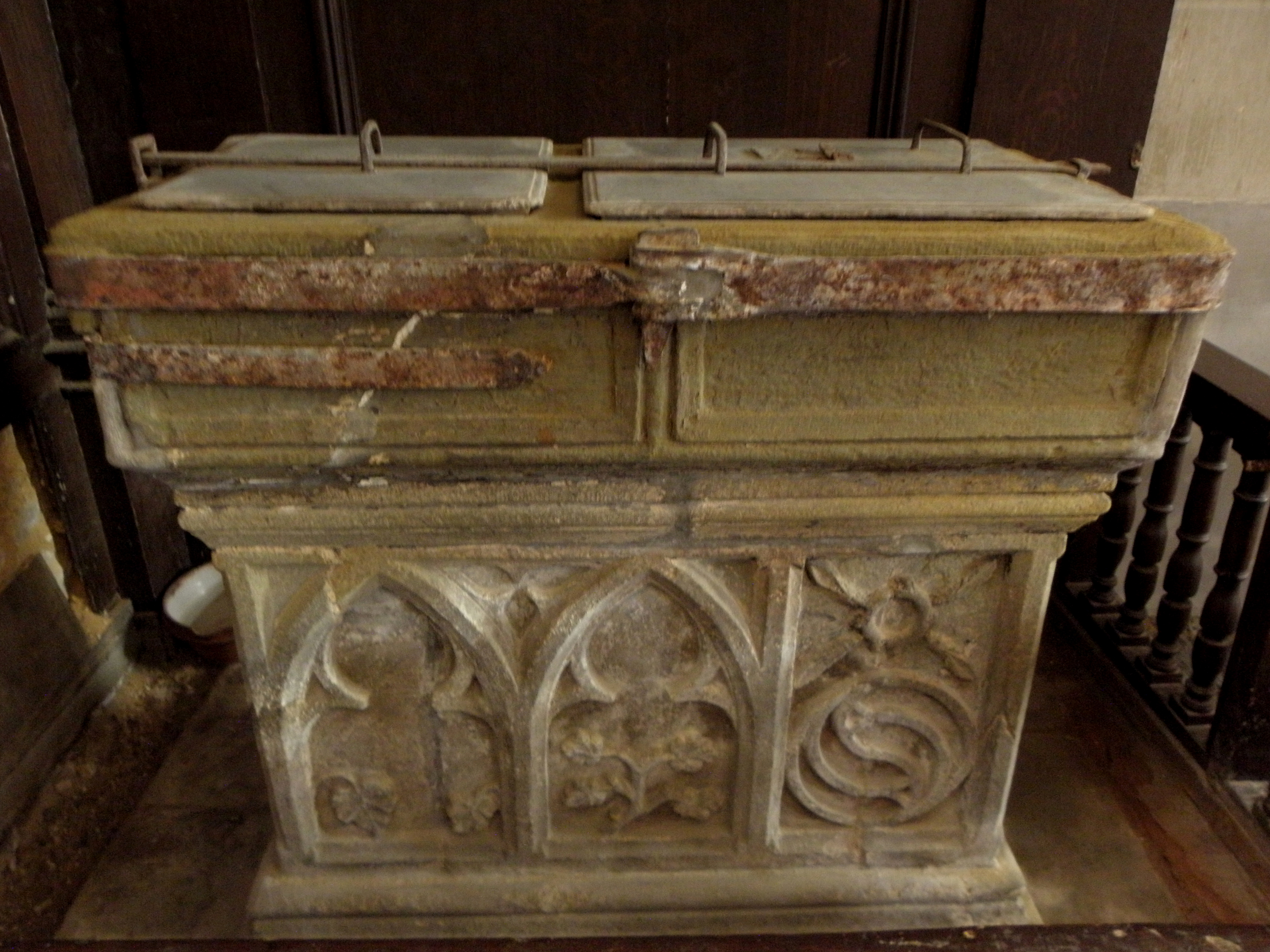
Taufbecken in Rannée

Das Taufbecken in der katholischen Kirche St-Crépin-St-Crépinien in Rannée, einer französischen Gemeinde im Département Ille-et-Vilaine in der Region Bretagne, wurde im 15. Jahrhundert geschaffen. Im Jahr 1951 wurde das gotische Taufbecken als Monument historique in die Liste der geschützten Objekte (Base Palissy) in Frankreich aufgenommen.
Das rechteckige Taufbecken aus Granit mit zwei Becken, die aus einem Steinblock gefertigt wurden, ist mit Flamboyantdekor verziert.  
Ein Becken diente zur Aufbewahrung des Taufwassers, das andere wurde für die Taufe genutzt.